# Gobernitzberg
Der Gobernitzberg ist ein 870 m ü. A. hoher Berg am Ostrand der Gleinalpe im österreichischen Bundesland Steiermark. Teile des Berges sind durch den zwischen 2009 und 2022 betriebenen Wipfelwanderweg Rachau erschlossen.

## Lage und Umgebung
Der fast vollständig bewaldete Bergrücken erstreckt sich über rund drei Kilometer zwischen der Ortschaft Gobernitz am rechten Murufer und der Vorderen Rachau in der Gemeinde Sankt Margarethen bei Knittelfeld am östlichen Rand der Gleinalpe. Nördlich des Berges durchfließt der Gleinbach den Ortsteil Kroisbach, südlich befindet sich im Tal des gleichnamigen Baches der landwirtschaftlich dominierte Ortsteil Breitwiesen. Der Gemeindehauptort liegt rund 1,5 Kilometer nordwestlich, das Stadtzentrum von Knittelfeld etwa 2,8 Kilometer westlich des Gipfels. Sowohl Nord- als auch Südseite des Gobernitzberges sind durch Forststraßen erschlossen. Auf der Ost- und Südseite des Berges ließ die damalige Gemeinde Rachau 2008 einen Wipfelwanderweg errichten.

## Geologie und Geomorphologie
Der Gobernitzberg besteht wie ein Großteil des Gebirgsrandes der Gleinalpe zwischen Eppenstein und dem unteren Aichfeld aus miozänen Blockschottern und Blockschutt mit Sandsteinlagen. Die neogenen Sedimente überlagern dort auf einer Strecke von 20 Kilometern die Plagioklasgneise und Amphibolite des Steirischen Randgebirges. Der muldenförmig ausgeprägte Übergang zwischen Gobernitzberg und Grafenberg, der die Vordere Rachau mit dem Ortsteil Breitweisen verbindet, stellt eine quartäre Hochterrasse dar.

## Tourismus

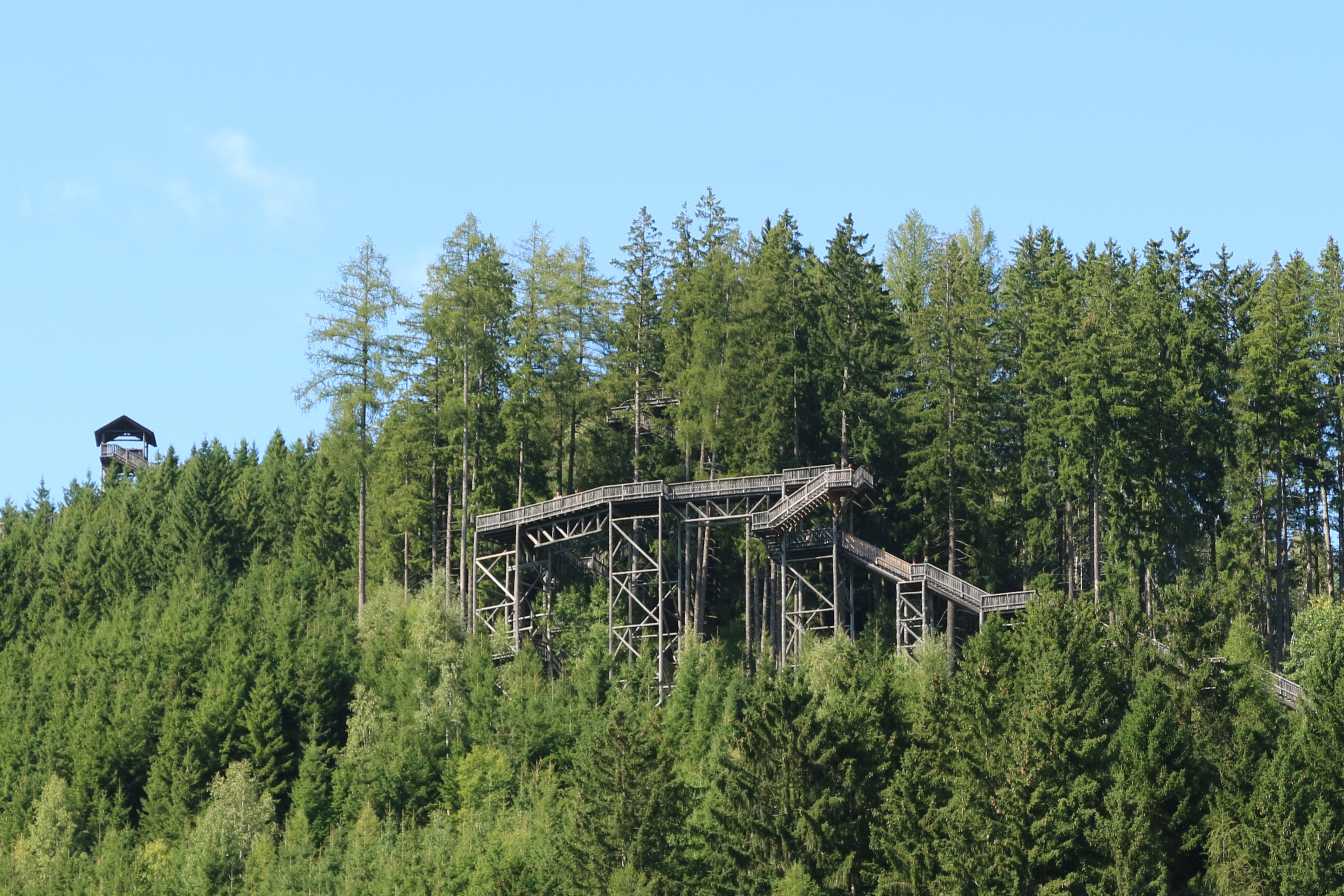
Wipfelwanderweg Rachau

Für den Wipfelwanderweg, der jährlich rund 50.000 Besucher zählte und als höchstgelegener Wipfelwanderweg Europas galt, wurden 2008 etwa 1200 Festmeter Lärchenholz verbaut. Ungereimtheiten bei der Finanzierung und Verpachtung des Weges hatten für den Grundeigentümer und Geschäftsführer sowie ehemaligen Rachauer Bürgermeister einen langjährigen Gerichtsprozess zur Folge. 2022 musste die Gemeinde Sankt Margarethen den Betrieb in Folge von Sturmschäden dauerhaft einstellen.